# 湖北咨议局

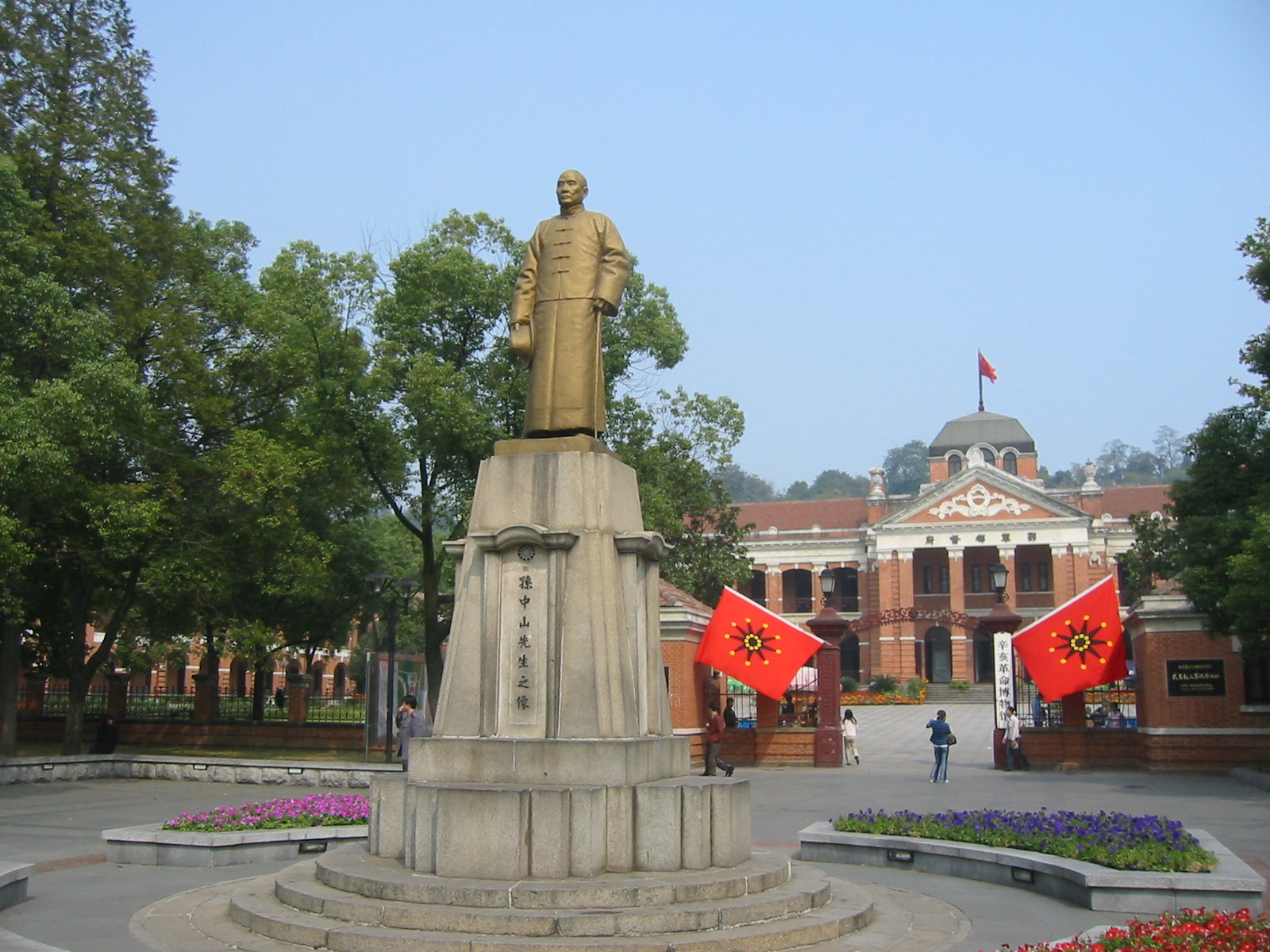
湖北咨议局旧址（现辛亥革命武昌起义纪念馆）

湖北咨议局是1909年至1912年间在湖北省设立的咨议局。

## 历史
1907年，清政府预备立宪，决定于各省设立咨议局。同年，湖广总督赵尔巽建立了湖北咨议局创办所。1908年，接任湖广总督的陈夔龙将创办所改为咨议局筹办处。1909年10日，湖北咨议局正式在武昌成立，吴庆焘为议长，汤化龙、夏寿康为副议长。此后，吴庆焘请辞，汤化龙继任为议长，并增选张国溶为副议长。辛亥革命爆发后，湖北咨议局撤销，被1912年2月成立的湖北临时议会所取代。
湖北咨议局旧址在武昌起义后成为中华民国军政府鄂军都督府所在地，现为辛亥革命武昌起义纪念馆。

## 议员
湖北咨议局议员共计98人，包括定额80人，驻防4人，候补13人，秘书长1人：
- 议长：吴庆焘（1909年底请辞）、汤化龙
- 副议长：汤化龙（1909年底继任议长）、夏寿康、张国溶（1909年底增选）
- 议员：胡大濂、胡汝衡、吕逵先、陈士英、金式度、郑潢、但祖荫、黄文润、邓殷源、刘文骏、葛尧丞、刘邦骥、周孚、詹次桓、周兆熊、万昭度、何世谦、杨国珍、陈宣恺、陈赓藻、黄赞枢、陶峻、朱泽霖、胡柏年、鲍惟恺、余应云、阮毓菘、姚晋圻、刘寅熙、陈国瓒、邢璜、陈培庚、杨文澜、王光翰、左质鼎、李继膺、张国琪、左树瑛、叶恒心、杨家麟、涂占虌、张中融、胡壬林、蔡中爧、刘克定、李循墀、蓝田、周培金、卜文焕、吴庆寿、孙传烈、卫寅宾、董庆云、谢鸿举、魏鸿仁、邱国翰、刘元丞、赵麟书、刘金镛、丁庆泰、杨清源、熊正钧、何其祥、曹道南、王润槐、吴楚材、胡瑞霖、车斗南、陈教奎、金麟、玉海、禄循、庚芳、董钦墀、张树林、邹永钶、刘定瑗、时象晋、张光耀、黄联元、沈明道、刘起霈、谈钺、沈维周、郑万瞻、陈登山、晏宗杰、马象干、倪惠渊、刘德标、刘耕余、密昌墀、张中立、唐学瀛、石山俨